# Звонок 0: Рождение
«Звонок 0: Рождение» (яп. リング0 バースデイ Рингу 0: Ба:судэй, также употребляется как «Ringu Zero: Bāsudei») — японский психологический фильм ужасов 2000 года. Это приквел к фильму «Звонок» 1998 года. Режиссёр Норио Цурута по сценарию Хироси Такахаси. Сценарий фильма основан на рассказе «Лимонное сердце» из сборника «Рождение» Кодзи Судзуки.

## Сюжет
Действие фильма происходит за 30 лет до событий «Звонка» и рассказывает о жизни 19-летней Садако Ямамура (Юкиэ Накама), антагониста предыдущих фильмов. В этом фильме её роль переходит на главную героиню.
История начинается с репортёра Акико Миядзи, чей жених был репортёром, убитым во время демонстрации экстрасенсорных способностей Сидзуко. Когда она пытается собрать больше информации о прошлом Садако из начальной школы, в которой останавливалась Садако. Акико встретила гувернантку Садако, которая заявила, что у Садако нет фотографий и что она очень красивая девушка. Она также рассказала историю о том, как Садако пыталась предупредить других учеников (которые собирались плавать), что они умрут, если уйдут в море. Позже сообщалось, что все студенты действительно погибли.
Затем Миядзи начала искать информацию у терапевта Садако, который утверждает, что Садако была нормальной девушкой, и отказался помочь. Тем временем сама Садако присоединяется к актёрской труппе в качестве формы терапии по совету своего терапевта. Садако молчит и держится особняком, заставляя других членов труппы ненавидеть её, когда она их пугает. Но другие члены актёрской труппы увидели, что у неё есть актёрский талант. В то время другая девушка (которая обижала Садако) играла главную роль в спектакле труппы. Затем главная актриса загадочно умирает от неизвестного человека, одетого в белое. В результате Садако получает главную роль (что подходит к её милому и тихому характеру).
Вскоре Садако влюбляется в одного из членов труппы, Хироси Тояма (Сэйити Танабэ). Её постоянно мучают собственные экстрасенсорные способности и ненависть со стороны членов её труппы. Затем некоторые члены труппы видят один и тот же сон, в котором они видят колодец и старый дом, и винят во всём присутствие Садако. И они также испытали дополнительные сверхъестественные действия. Тем временем Миядзи снова встретился с гувернанткой Садако, которая рассказала ей историю матери Садако (которая также обладала сверхъестественной силой), которая тоже была милой, но вскоре, после того, как она и Садако переехали в дом доктора Икумы (персонаж, который также появился в фильме 1998 года), сошла с ума, видя как Садако строила перед зеркалом жуткую гримасу. Вернувшись в труппу, когда Садако и Тояма разговаривают, она видит призрак мёртвой девушки, который указал на неё, подразумевая, что убила её Садако, что вызвало у Садако страх и замешательство. Эти события вызывают беспокойство Тоямы, но его прерывает режиссёр, который говорит, что Садако невероятно хорошо сыграла в пьесе.
По ходу фильма Садако и Тояма начинают больше понимать друг друга и становятся близкими друзьями. Миядзи узнаёт, что Садако выступала в труппе, и противостоит ей, фотографируя её, но её прервала непобедимая сила, сломавшая камеру. Вскоре Миядзи узнаёт тревожную правду о том, что вся труппа стала «проклятой» из-за присутствия Садако. На всех фотографиях участников труппы видны призрачные лица. «Вторая» Садако появляется рядом с настоящей Садако, когда её фотографируют. Этот двойник считается злым ребёнком, ответственным за смерть репортёров на демонстрации ESP. Коллега Миядзи посоветовал ей не писать об этом в статье. Затем Миядзи ответила, что это никогда не предназначалось для статьи, поскольку она хочет отомстить своему жениху. В день открытия спектакля труппы один из коллег Тоямы может помочь Миядзи воспроизвести запись демонстрации ESP. Услышав это на сцене, Садако вспомнила тот день. Садако видит призраки всех погибших репортёров с мероприятия, указывающие на неё, а также призрак её матери (или галлюцинацию), стоящий вдали с нежной улыбкой. Видно, как мать Садако пытается что-то сказать ей, но исчезает, прежде чем она успевает это сказать. Садако снова теряет контроль над своими экстрасенсорными способностями, тем самым разрушая сцену и убивая доктора, который её консультировал. Было установлено, что доктора убила не Садако, а её альтер эго.
Остальная часть труппы (кроме Тоямы) затем объединяется с Садако, обвиняя её в недавних смертях. Садако умоляет их оставить её в покое, заставляя вещи улетать и разбивая зеркало на куски. Члены труппы жестоко избили её, оставив её, казалось бы, мёртвой. Тояма опустошён, глядя на, казалось бы, мёртвую Садако. Затем Миядзи рассказывает им о «Второй Садако» и о том, что они должны избавиться и от этого ребёнка, чтобы выжить. Прибыв в старый дом Садако, доктор Икума объясняет, что однажды девушка разделилась на две части — человеческую сторону, похожую на её мать, и сторону, похожую на её «настоящего» отца. Затем он приходит в ужас, когда обнаруживает, что члены труппы привезли настоящую Садако в его дом. Он сообщает им, что употреблял наркотики, чтобы вторая Садако не росла, и что они находятся в серьёзной опасности из-за воссоединения двух Садако. Тояма потрясён, когда его Садако оживает. Пара пытается бежать через лес, но Садако вскоре теряет сознание. Она умоляет его оставить её, пока не стало слишком поздно, но Тояма отказывается. Они идут дальше.
Подбежав к краю обрыва, Садако внезапно терпит поражение от своего «второго я» и убивает Тояму. Тояма умирает, когда говорит Садако, что любит её. В конце концов, Садако одного за другим убивает остальную часть актёрской труппы, оставляя Миядзи и девушку живыми, но неспособными двигаться. Затем Миядзи в ужасе помог девушке пройти через лес, так как Садако гналась за ними жутко и медленно, с волосами, закрывающими лицо. Миядзи и девушка прячутся в коттедже, который Садако удаётся найти. Затем Садако противостоит им бесчеловечным образом, пока две девушки с ужасом наблюдают, как Миядзи использует свой пистолет, чтобы убить себя и девушку, прежде чем Садако сможет их забрать. После смерти Миядзи она приходит в себя и оплакивает свои действия.
Приёмный отец Садако, доктор Икума, решает уничтожить её. Он накачивает Садако, вводя ей яд. Она убегает и еле доползает до семьи. Она видит Икуму, идущего к ней с топором для колки дров. Она умоляет сохранить ей жизнь, но Икума обрушивает ей на голову клинок, после чего бросает тело в тёмный колодец. Садако просыпается и видит своего возлюбленного (Томоя), но вскоре понимает, что это была просто галлюцинация. Когда она понимает, где находится, она поднимает взгляд как раз в тот момент, когда колодец закрывается камнем, запечатывая её заживо внутри и обрывая её крики.

## В ролях
| Актёр           | Роль                   |
| --------------- | ---------------------- |
| Юкиэ Накама     | Садако Ямамура         |
| Сэйити Танабэ   | Хироси Тояма           |
| Кумико Асо      | Эцуко Татихара         |
| Такэси Вакамацу | Юсаку Сигэмори         |
| Рюси Мидзуками  | Ватару Куно            |
| Каору Окунуки   | Айко Хадзуки           |
| Ясудзи Кимура   | Тогаси                 |
| Даисукэ Бан     | доктор Хэйхатиро Икума |
| Масако          | Сидзуко Ямамура        |
| Махито Оба      | Такаси Ямамура         |
| Кадзуэ Цуногаэ  | Судо                   |
| Ацуко Такахата  | Каору Арима            |
| Ёсико Танака    | Акико Миядзи           |

## Производство
В 1999 году Кодзи Судзуки заканчивал свои письменные источники для серии фльмов «Звонок», включив четвёртый под названием «Звонок 0: Рождение», в котором собраны три рассказа, в которых подробно описаны детали истории. Асмик Эйс решила нанять сценариста «Звонок» и «Звонок 2» Хироси Такахаси, чтобы он адаптировал историю «Лимонное сердце». День рождения запечатлел жизнь персонажа Садако незадолго до того, как она предала свою судьбу, показанную в более позднем сериале «Кольцо». Продюсер Такасигэ Итисэ предложил Хидео Накате стать режиссёром, но тот отказался.
Режиссёром фильма был Норио Цурута. Цурута ранее работал над сценариями ужасов для видео, такими как Honto ni atta kowai Hanashi («Страшные правдивые истории») в 1991 году, а также написал и снял продолжение. После работы над различными телевизионными и видео-работами Цурута начал работать со сценаристом Хироси Такахаси в сегменте «Проклятие» специального телевизионного сериала «Школа с привидениями F». Такахаси убедил Цуруту взяться за фильм. Цурута назвал фильм «трагедией» на тему «молодой женщины, которую угнетают, потому что она отличается от всех остальных. В Японии существует большое давление, чтобы не отклоняться слишком далеко от нормы».
Юкиэ Накама была выбрана на роль Садако. После того, как друзья Накамы увидели «Звонок», они дразнили её из-за её сходства с Садако. Позже с Накамой связался её агент, который упомянул, что искал актрис на роль Садако, и пробовался на эту роль. Она получила подтверждение своей роли в течение следующих двух недель.

## Выпуск
«Звонок 0: Рождение» был выпущен в Японии 22 января 2000 года и распространялся компанией Toho. Он был выпущен на двойном счете с фильмом «Изола». На Филиппинах фильм был показан в кинотеатрах под названием «Звонок 0: Рождение» 21 мая 2003 года. Фильм был выпущен прямо на видео и DVD в Соединённых Штатах под названием «Звонок 0» 23 августа 2005 года компанией DreamWorks / Universal Home Video.

## Прием
Фильм-приквел получил смешанные отзывы критиков и зрителей. На агрегаторе оценок Rotten Tomatoes «Звонок 0: Рождение» получило 62 % одобрения от зрителей. На сайте iMDb четвёртая часть получила 6 баллов из 10. Онлайн-база данных фильмов AllMovie поставила фильму две звезды из пяти, назвав его «посредственным рипом Кэрри» и что его «по-настоящему можно осудить только как осквернение уникально убедительного и тонкого ужаса оригинального Звонка». В рецензии отмечалось, что «попытка фильма точно объяснить, кто такая Садако (Юкиэ Накама) и как она стала могущественной злой силой, фильм нагромождает хитрость за хитростью, смешивая клише из закулисных мелодрам с клише из Кэрри и всех ее подражателей, и оставляя зритель, у которого мало что выходит за рамки привлекательной игры Накамы и несколько легких пугающих моментов, за которые можно держаться».